# Hemixos
Hemixos es un género de aves paseriformes perteneciente a la familia Pycnonotidae. 

## Distribución y hábitat
Se encuentra en las zonas tropicales del este de Asia, desde India a China y al sur por el Sureste Asiático al norte de Indonesia. 

## Especies
Contiene las siguientes especies:
- Hemixos flavala – bulbul ceniciento;
- Hemixos cinereus – bulbul cinéreo;
- Hemixos castanonotus – bulbul castaño.